# Zeyk Miklós
Zeykfalvi Zeyk Miklós (Bécs, 1810. szeptember 30. – Nagyenyed, 1854. április 6.) természettudós, nagyenyedi tanár, magyar honvéd, a magyar gyorsírás úttörője.

## Életútja

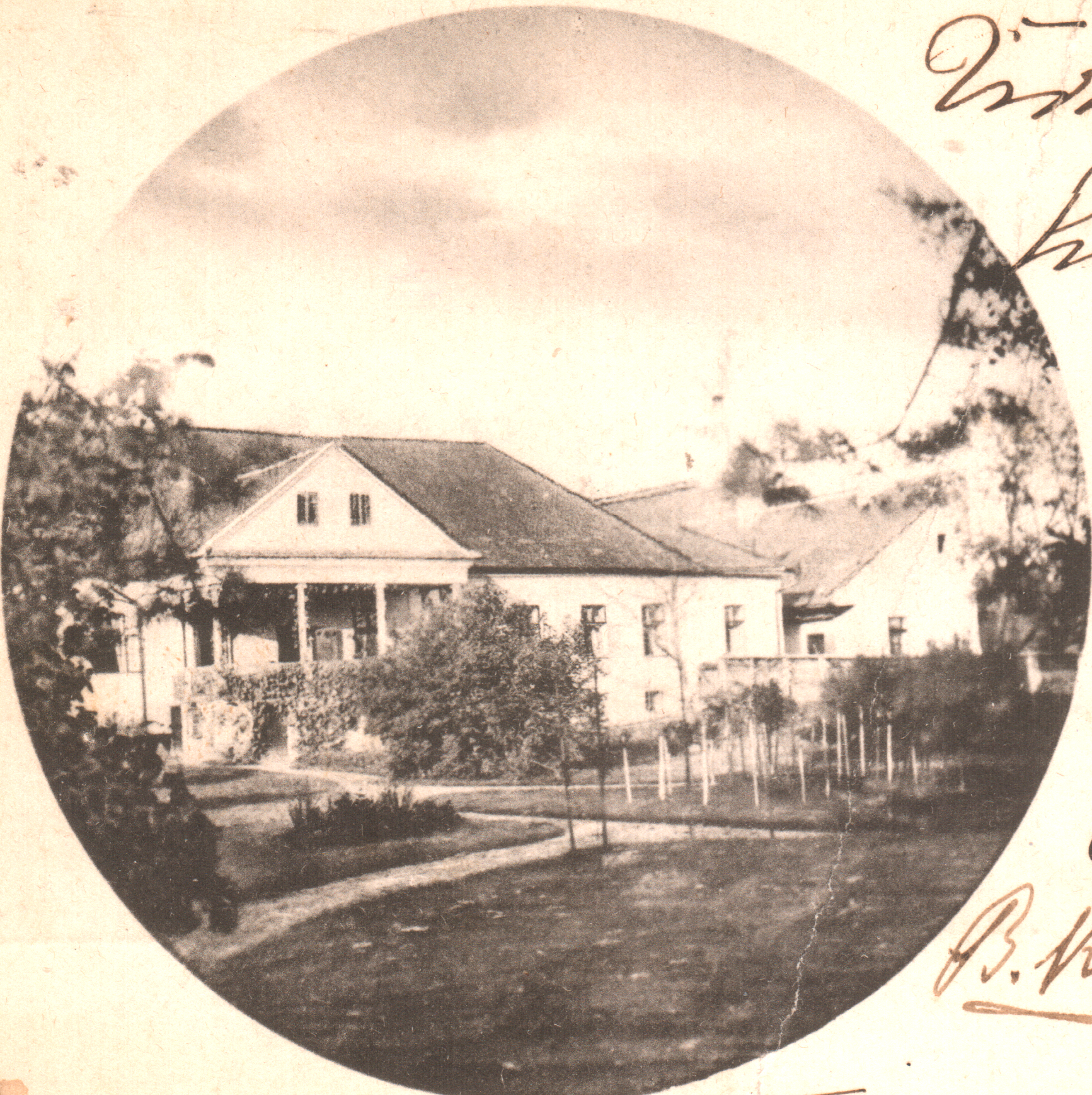
A Kemény–Zeyk-udvarház

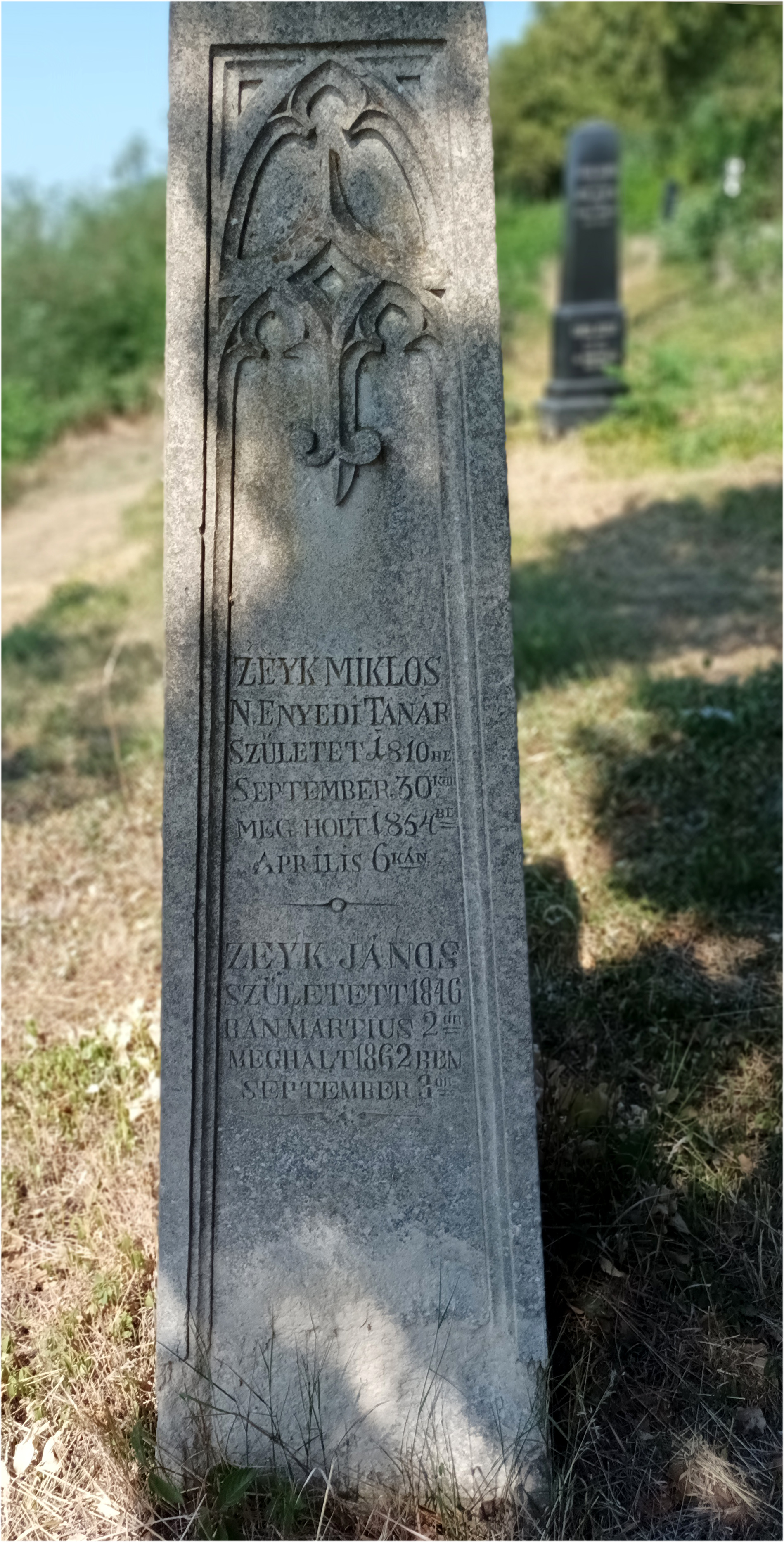
Síremléke a nagyenyedi református temetőben

Apja Zeyk János (1786–1860) földbirtokos és író volt. Bátyja Zeyk László magyar honvédszázados. Zeyk Miklós bécsi és berlini egyetemi tanulmányai után a nagyenyedi Kemény–Zeyk-udvarházban lakott és a Bethlen Gábor Kollégiumban tanított. Tanítványaival együtt részt vett az 1848-49-es szabadságharcban. A szabadságharc idején, a nagyenyedi vérengzés alatt a tudós iratai, megfigyelései, feljegyzései megsemmisültek, ezeket emlékezetből, grafikai elemekkel kevert geometriai alapon felépített gyorsírással igyekezett rekonstruálni, ily módon ő lett itt Magyarországon a gyorsírás első úttörője. Jegyzeteit unokaöccse, Zeyk Ádám adta ki 1874-ben. 

## Munkássága
- id. Zeyk Miklós hátrahagyott irományai / összeszedte és kiadja Zeyk Ádám. Budapest : Tettey N., 1874. 2 db 19 cm[4]
- Erdély madarai (Aquila, 1921).